# 臭化テクネチウム(IV)
臭化テクネチウム(IV)(Technetium(IV) bromide)は、化学式TcBr4の無機化合物である。茶色の固体で、適度に水に溶ける。

## 合成
臭化テクネチウム(IV)は、高温で元素同士を組み合わせることで合成される。
Tc + 2 Br2 → TcBr4

## 構造
X線結晶構造解析により、内部結合したTcBr6八面体から構成される無機ポリマーであることが確認された。臭化白金(IV)や臭化オスミウム(IV)も似た構造を持つ。